# Stivali assiani

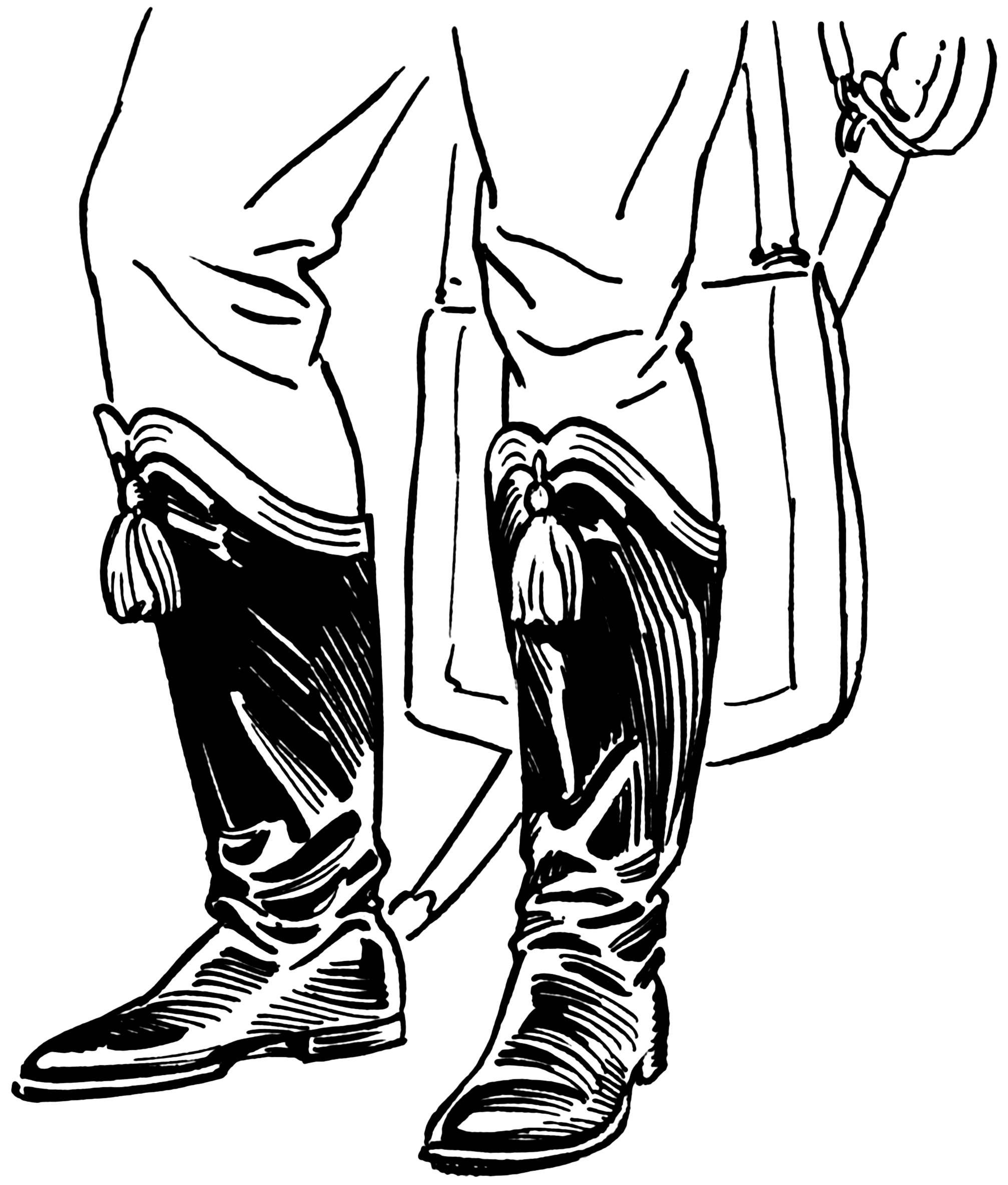
Stivali assiani

Gli stivali assiani sono un tipo di stivali divenuti popolari nel XVIII secolo.

## Descrizione
Nati come calzature militari e usati soprattutto dagli ufficiali, si sono in seguito diffusi anche in ambito civile.
Gli assiani hanno un tacco basso e punta semiappuntita che li rende pratici per l'uso a cavallo, in quanto permette di usare facilmente le staffe. Arrivano al ginocchio e tipicamente hanno un fiocco decorativo al termine della cavigliera.

## Riferimenti nell'arte
Nella descrizione del fantasma di Jacob Marley in Canto di Natale, Charles Dickens cita i fiocchi dei suoi stivali, indicando che erano in stile assiano. Nel terzo capitolo de La fiera della vanità di William Makepeace Thackeray, in una scena durante le guerre napoleoniche, Joseph Sedley calza degli stivali assiani.
Nell'operetta Patience di Gilbert e Sullivan, il colonnello Calverley canta una canzone sull'uniforme militare, su quanto colpisce allo sguardo e fa colpo sulle donne, nella quale menziona gli stivali assiani. La rima in inglese si basa non sulla pronuncia moderna ma su quella arcaica di Hessian.
When I first put this uniform on,

I said, as I looked in the glass,

"It's one to a million

That any civilian

My figure and form will surpass.

Gold lace has a charm for the fair,

And I've plenty of that, and to spare,

While a lover's professions,

When uttered in Hessians,

Are eloquent everywhere!"

A fact that I counted upon,

When I first put this uniform on!
Quando indossai questa uniforme per la prima volta

io dissi, guardandomi allo specchio,

"È uno contro un milione

che qualche civile

possa superare la mia forma e la mia figura.

I lacci d'oro hanno fascino per il giusto,

e io ne sono pieno, e ne ho d'avanzo,

mentre le professioni d'un amante,

quando espresse in assiani,

sono eloquenti ovunque!"

Un fatto sul quale contai,

quando indossai questa uniforme per la prima volta!
(Gilbert e Sullivan, When I first put this uniform on (da Patience))